# Jonathan Ericsson
Jonathan Ericsson (* 2. März 1984 in Karlskrona) ist ein ehemaliger schwedischer Eishockeyspieler, der im Verlauf seiner aktiven Karriere zwischen 2002 und 2020 unter anderem 756 Spiele für die Detroit Red Wings in der National Hockey League (NHL) auf der Position des Verteidigers bestritten hat. Mit der schwedischen Nationalmannschaft gewann Ericsson unter anderem die Silbermedaille bei den Olympischen Winterspielen 2014. Sein Vater Sven Eriksson und sein älterer Bruder Jimmie Ericsson waren ebenfalls professionelle Eishockeyspieler.

## Karriere

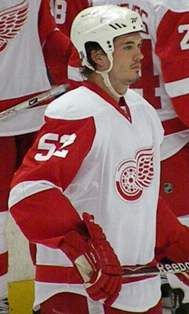
Ericsson im Trikot der Detroit Red Wings (2009)

Jonathan Ericsson begann seine Karriere im Jahr 2001 in der Juniorenmannschaft von HC Vita Hästen als Stürmer, wechselte aber bald auf die Position des Verteidigers. Bereits nach seiner ersten Saison wurde er von den Detroit Red Wings aus der National Hockey League (NHL) im NHL Entry Draft 2002 in der neunten Runde an der 291. Position ausgewählt. Er war somit der letzte Spieler dieses Jahrgangs, der gedraftet wurde. In der Saison 2002/03 spielte er dann für die Seniorenmannschaft des HC Vita Hästen in der drittklassigen Division 1, ehe er zu Södertälje SK wechselte. Für Södertälje spielte er anfangs in der J20 SuperElit, der höchsten Juniorenliga Schwedens, und kam dann aber auch verstärkt für die Profis in der Elitserien zum Einsatz. In den Spielzeiten 2004/05 und 2005/06 spielte Ericsson neben seinen Einsätzen bei Södertälje auch in der zweitklassigen HockeyAllsvenskan bei Huddinge IK und Almtuna IS.
Ericsson zeigte besonders in der Offensive nur limitierte Fähigkeiten und hatte in 81 Spielen der Elitserien nur einmal getroffen und kein einziges Tor vorbereitet. Trotzdem wurde er im Sommer 2006 nach Nordamerika geholt, wo er für die Grand Rapids Griffins, dem Farmteam der Detroit Red Wings, in der American Hockey League (AHL) spielen sollte. Er konnte sich ohne Probleme im Team der Griffins etablieren und war gleich ein wichtiger Spieler in der Verteidigung der Mannschaft. Auch in der Offensive entwickelte er sich deutlich weiter und war zusammen mit Derek Meech, der ebenfalls 29 Scorerpunkte sammelte, punktbester Verteidiger des Teams. In der Saison 2007/08 bestätigte er die Leistungen des Vorjahres, weshalb er zum AHL All-Star Classic eingeladen wurde. Im Februar 2008 beriefen ihn die Detroit Red Wings zum ersten Mal in den NHL-Kader, als mehrere Verteidiger ausgefallen waren und er gab sein Debüt am 22. Februar gegen die Calgary Flames. Insgesamt bestritt Ericsson acht NHL-Spiele und schoss dabei ein Tor. Seine AHL-Saison musste er bereits im April beenden, da die Griffins die Playoffs verpassten, allerdings konnte er sich mit zehn erzielten Toren und 24 Assists in Vergleich zur Vorsaison verbessern und gehörte zu den Stützen der Griffins.
Im Herbst 2008 erklärte Detroits Cheftrainer Mike Babcock, dass Ericsson bereit für die NHL sei, trotzdem erhielt er keinen Platz im Kader der Red Wings aufgrund der Vielzahl an Verteidigern. Stattdessen spielte er eine weitere Saison in Grand Rapids und wurde zu einem der Assistenzkapitäne der Mannschaft ernannt. Nach der sehr überzeugenden vorangegangenen Spielzeit hatte Ericsson jedoch Probleme die Erwartungen zu erfüllen. Vor allem in der Offensive und im Überzahlspiel konnte er seine Fähigkeiten nicht ausspielen und blieb bis zu einer mehrwöchigen Verletzungspause im Dezember 2008 ohne Treffer. Danach zeigte er deutlich konstantere Leistungen, wurde jedoch durch eine weitere Verletzung im Februar 2009 erneut zurückgeworfen. Kurz nach der Verletzungspause beriefen ihn die Detroit Red Wings in den NHL-Kader, wo er den verletzten Andreas Lilja ersetzte. Da Liljas Genesungsprozess keine schnellen Fortschritte zeigte, blieb Ericsson für den Rest der regulären Saison in Detroit und gehörte auch in den Playoffs zum Stammkader. Im Laufe der folgenden Jahre etablierte sich Ericsson im NHL-Aufgebot der Red Wings. Nach der Spielzeit 2019/20 wurde sein auslaufender Vertrag in Detroit nicht verlängert. Anschließend trat der Abwehrspieler im professionellen Eishockey nicht mehr in Erscheinung.

### International
Mit der schwedischen Nationalmannschaft nahm Ericsson an den Weltmeisterschaften der Jahre 2010 und 2012 sowie den Olympischen Winterspielen 2014 im russischen Sotschi teil. Nachdem der Verteidiger mit der Tre Kronor bereits bei der Weltmeisterschaft 2010 die Bronzemedaille gewonnen hatte, errang er mit der Mannschaft bei den Olympischen Winterspielen die Silbermedaille.

## Erfolge und Auszeichnungen
- 2008 Teilnahme am AHL All-Star Classic
- 2010 Bronzemedaille bei der Weltmeisterschaft
- 2014 Silbermedaille bei den Olympischen Winterspielen

## Karrierestatistik

### International
Vertrat Schweden bei:
- Weltmeisterschaft 2010
- Weltmeisterschaft 2012
- Olympischen Winterspielen 2014

(Legende zur Spielerstatistik: Sp oder GP = absolvierte Spiele; T oder G = erzielte Tore; V oder A = erzielte Assists; Pkt oder Pts = erzielte Scorerpunkte; SM oder PIM = erhaltene Strafminuten; +/− = Plus/Minus-Bilanz; PP = erzielte Überzahltore; SH = erzielte Unterzahltore; GW = erzielte Siegtore; 1 Play-downs/Relegation; Kursiv: Statistik nicht vollständig)